# Ганседо, Томас
Томас Хоэль Ганседо (исп. Tomás Joel Gancedo; род. 5 марта 1999 года в Буэнос-Айресе, Аргентина) — аргентинский футболист, полузащитник испанского клуба «Лагунак».

## Карьера
Томас начинал свою карьеру в клубе «Ривер Плейт». На юношеском уровне он выступал за «Уркису» и «Арсенал» из Саранди. В 2018 году Томас стал игроком «Энкама». В составе андорранской команды состоялся его дебют во взрослом футболе: 16 сентября в матче чемпионата Андорры против «Унио Эспортива Санта-Колома» полузащитник на 55-й минуте заменил Деку. Всего Томас принял участие в 8 встречах андорранской Примеры. В начале 2019 года он покинул «Энкам» и присоединился к испанскому клубу «Лагунак». С этой командой Томас прошёл путь от Преференте до Терсеры, в сезоне 2021/22 выиграв наваррский дивизион Примера Автономика. В сезоне 2023/24 «Лагунак» вылетел из Терсеры, но полузащитник продолжил выступления за клуб в шестой по значимости испанской лиге.

## Достижения
«Лагунак»
- Победитель Примеры Автономики (Наварра) (1): 2021/22

## Личная жизнь
Отец Томаса, Пипа Ганседо — известный в Аргентине футболист, суммарно отыгравший более 200 игр за местные клубы «Аргентинос Хуниорс» и «Ривер Плейт», а также выступавший в чемпионате Испании за «Осасуну» и «Реал Мурсию». После завершения карьеры игрока он стал тренером. Под руководством отца Томас играл в «Энкаме».